# Jaksice (Miechów)
Pour les articles homonymes, voir Jaksice.
Jaksice est une localité polonaise de la gmina et powiat de Miechów en voïvodie de Petite-Pologne.